# Thời đại quân phiệt
Thời đại quân phiệt là một giai đoạn trong lịch sử Trung Hoa Dân quốc khi quyền kiểm soát đất nước bị phân chia giữa các bè cánh quân sự cũ thuộc Quân đội Bắc Dương và các phe phái địa phương khác từ năm 1916 đến năm 1928.

Biểu tượng quân đội dựa trên là cờ Ngũ tộc cộng hòa

Theo ghi chép lịch sử, Thời đại quân phiệt mở ra vào năm 1916 sau cái chết của Viên Thế Khải, nhà độc tài thực tế của Trung Quốc kể từ khi Cách mạng Tân Hợi lật đổ nhà Thanh rồi thành lập Trung Hoa Dân quốc vào năm 1912. Cái chết của Viên Thế Khải tạo ra một khoảng trống quyền lực lan rộng khắp Trung Quốc đại lục gồm các tỉnh Tứ Xuyên, Sơn Tây, Thanh Hải, Ninh Hạ, Quảng Đông, Quảng Tây, Cam Túc, Vân Nam và Tân Cương. Chính phủ Quốc dân đảng theo chủ nghĩa dân tộc của Tôn Dật Tiên, có trụ sở tại Quảng Châu, bắt đầu đấu tranh với Chính phủ Bắc Dương của Viên Thế Khải để trở thành chính phủ Trung Quốc chính danh. Thời đại quân phiệt đặc trưng bởi những cuộc nội chiến liên miên giữa nhiều phe phái khác nhau, lớn nhất trong số đó là Đại chiến Trung Nguyên, với hơn một triệu binh lính tham chiến. Thời đại quân phiệt kết thúc vào năm 1928, khi Quốc dân đảng dưới quyền Tưởng Giới Thạch, chính thức thống nhất Trung Quốc thông qua Chiến dịch Bắc phạt, đánh dấu sự khởi đầu của Thập niên Nam Kinh. Tuy nhiên, một vài quân phiệt vẫn tiếp tục duy trì ảnh hưởng và cát cứ tại nhiều địa phương trong suốt những năm 1930 và 1940. Các quân phiệt chống đối chính phủ trung ương đã trở thành vấn đề khó giải quyết đối với Chính phủ Quốc dân đảng trong cả Chiến tranh Trung–Nhật lẫn Nội chiến Trung Quốc.

## Nam

Biểu tượng Quốc dân đảng

## Tái thống nhất

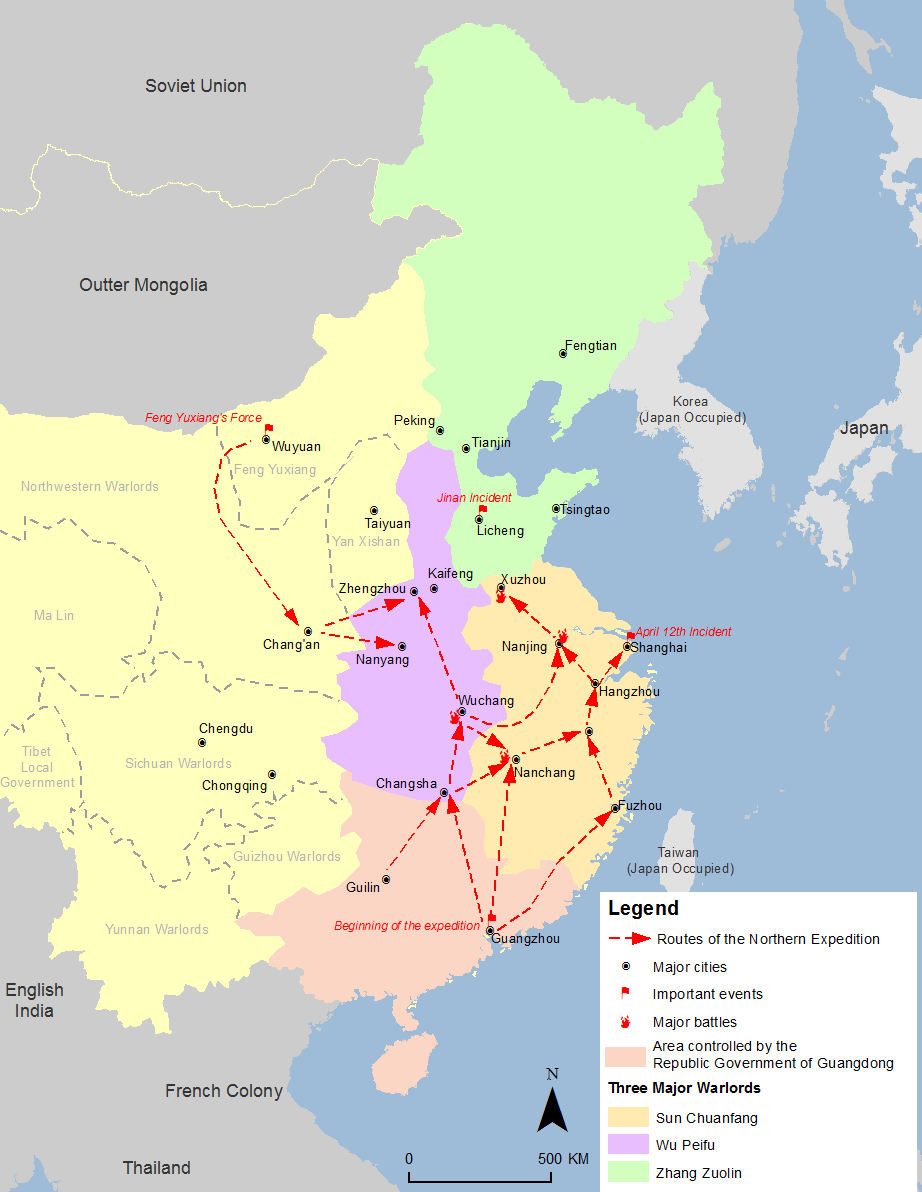
Bản đồ Chiến dịch Bắc Phạt của Quốc dân đảng

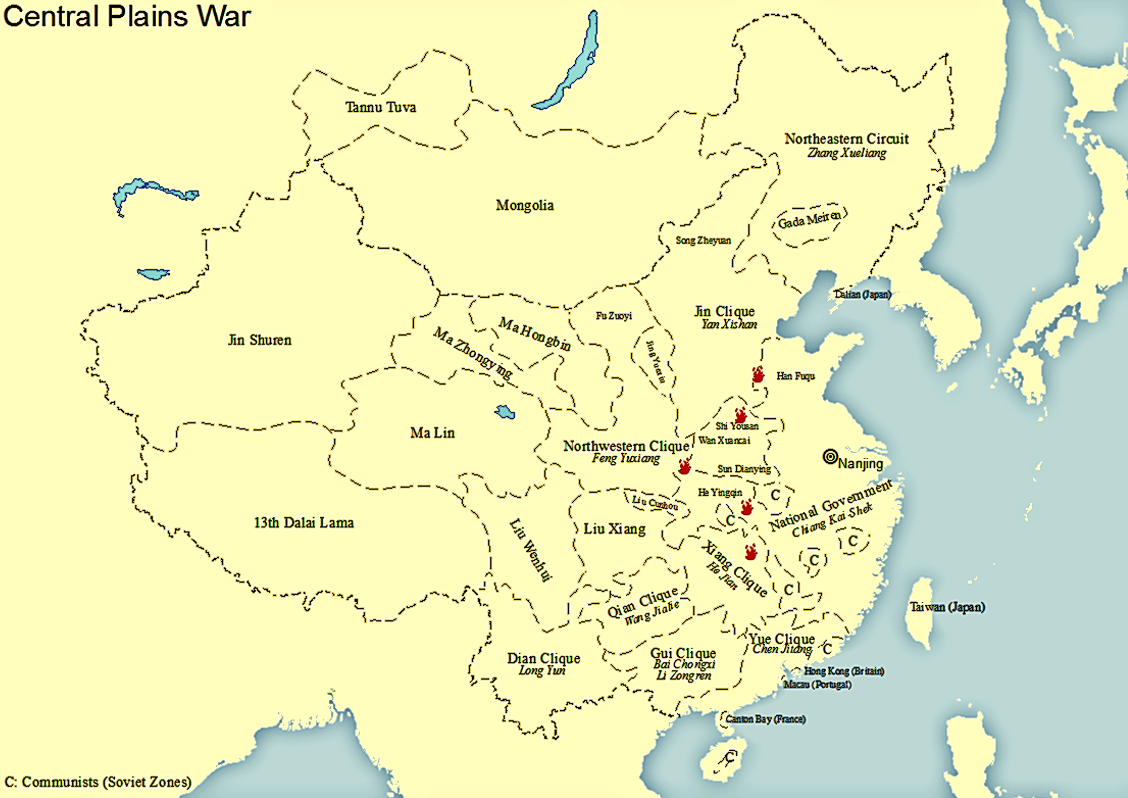
Trong Đại chiến Trung Nguyên, một số quân phiệt đã cố gắng lật đổ chính phủ Quốc dân đảng mới thành lập của Tưởng Giới Thạch; bất chấp sự thất bại của lực lượng chống Quốc dân đảng, các quân phiệt vẫn tiếp tục nắm quyền kiểm soát phần lớn lãnh thổ Trung Quốc cho đến những năm 1940

## Thuật ngữ
Trong Chiến tranh thế giới thứ nhất, lãnh đạo Phong trào Tân văn hóa, Trần Độc Tú, đã đưa ra thuật ngữ Quân phiệt (軍閥), khởi phát từ thuật ngữ gunbatsu trong tiếng Nhật vốn lại có nguồn gốc từ tiếng Đức. Thuật ngữ Quân phiệt không được sử dụng rộng rãi cho đến những năm 1920, khi các nhóm cảnh tả bắt đầu dùng nó để chỉ trích những người theo chủ nghĩa quân quốc địa phương. Trước đây, những nhà lãnh đạo theo chủ nghĩa quân quốc được gọi là Đốc quân (督軍), do chế độ mà Viên Thế Khải đưa ra sau khi tập trung hóa quyền lực.

## Nguồn gốc

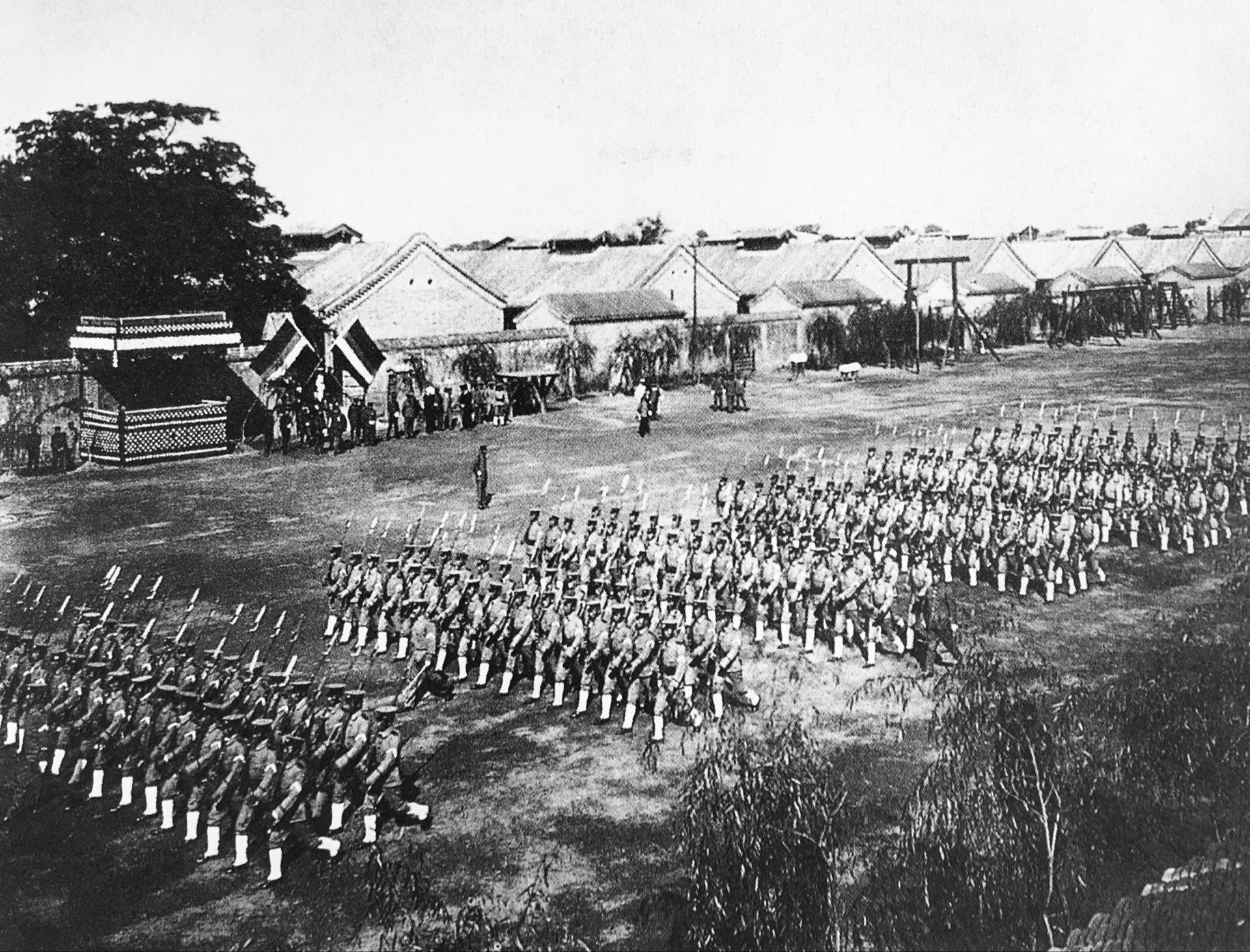
Quân Bắc Dương đang thao luyện

## Chế độ chính trị quân phiệt

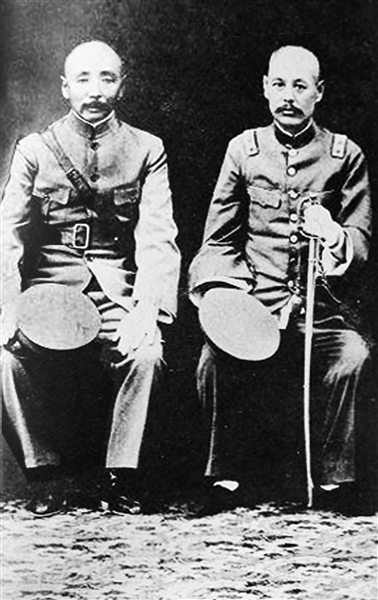
Trương Tác Lâm (trái) và Ngô Bội Phu (phải), hai trong số những nhà lãnh đạo mạnh mẻ quyền lực nhất Thời đại quân phiệt

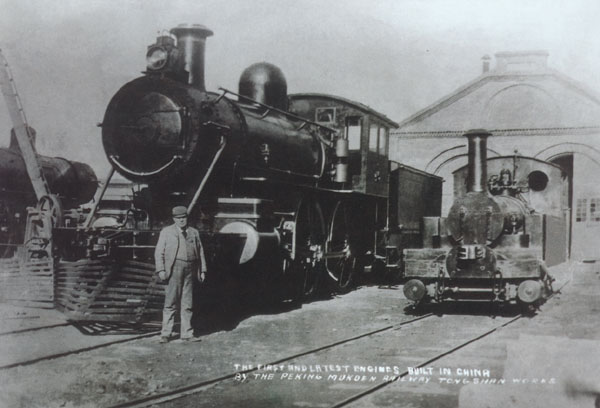
Kiểm soát đường sắt là nhiệm vụ vô cùng quan trọng của các quân phiệt.

## Hồ sơ quân phiệt

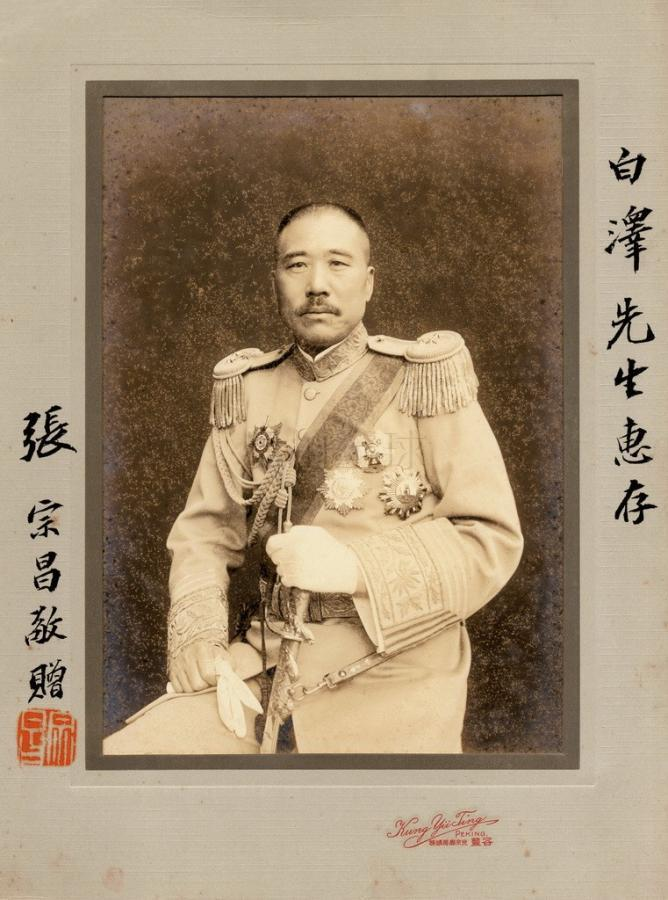
Trương Tông Xương, một trong những quân phiệt Trung Quốc khét tiếng nhất

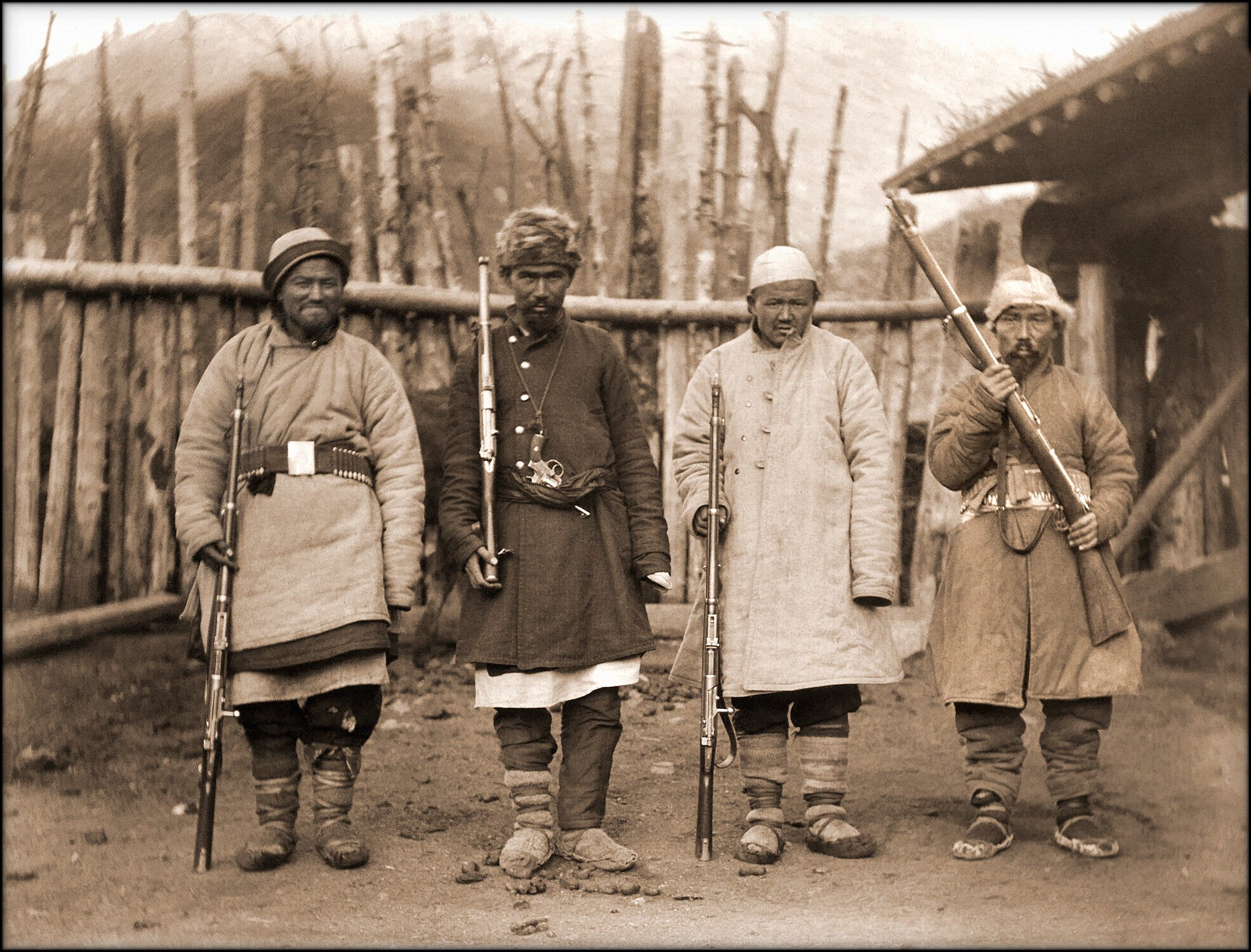
Những tên cướp ở tây bắc Trung Quốc vào khoảng năm 1915.

## Quân đội quân phiệt

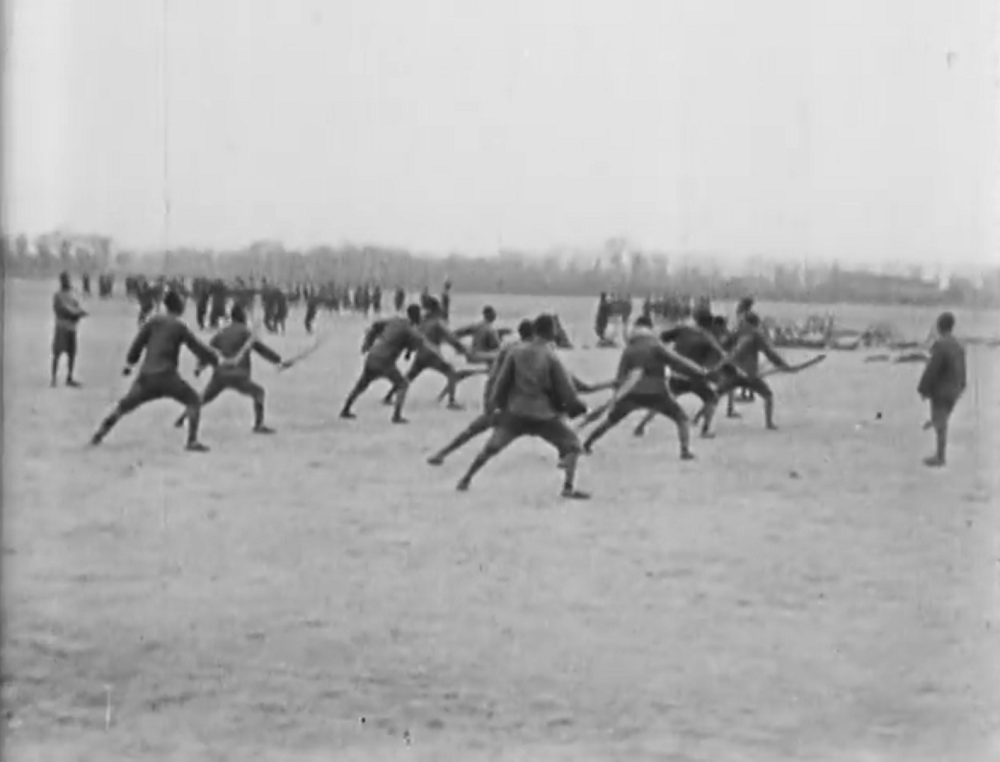
Binh lính quân phiệt đang tập luyện với những thanh đao vào khoảng những năm 1920. Một số lực lượng quân đội quân phiệt, đặc biệt là ở miền nam Trung Quốc, được trang bị kém, nhận lương thấp và chu cấp tồi tệ, thường thiếu cả những nhu yếu phẩm cơ bản, chẳng hạn như súng, đạn dược và thực phẩm.

### Tài chính

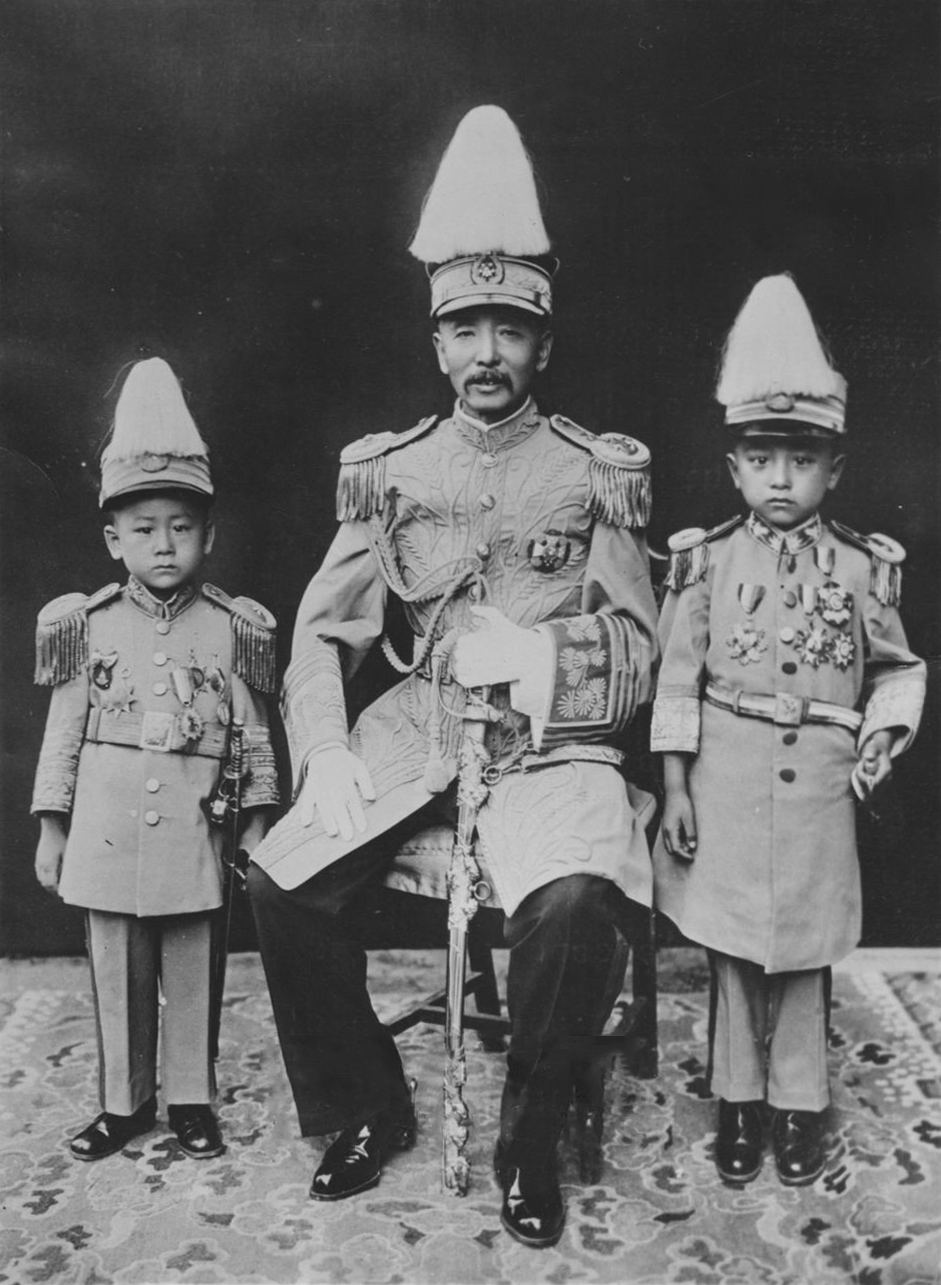
Trương Tác Lâm và hai đứa con trai đều mặc những bộ đồng phục đắt đỏ

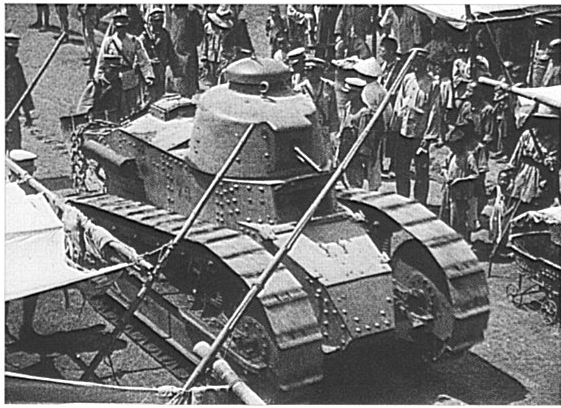
Renault FT của quân phiệt Phụng hệ trong Chiến dịch Bắc phạt